# قصف الدار البيضاء
قصف الدار البيضاء كان هجومًا بحريًا فرنسيًا وقع في الفترة من 5 إلى 7 أغسطس عام 1907 ودمر مدينة الدار البيضاء المغربية. استخدمت فرنسا بشكل أساسي نيران المدفعية من البوارج لقصف المدينة والأهداف في المنطقة المحيطة، مما تسبب في مقتل ما يقدر بـ 1500 إلى 7000 مغربي. فتح قصف الدار البيضاء جبهة غربية للغزو الفرنسي للمغرب بعد احتلال هوبير ليوتي لوجدة في الشرق في وقت سابق من ذلك العام.
جاء القصف الفرنسي في أعقاب هجوم شنه رجال قبائل من الشاوية في 30 يوليو 1907 على موظفين أوروبيين يعملون في شركة مغربية تشغل قطارًا من مقلع حجارة في منطقة الصخور السوداء إلى ميناء الدار البيضاء. كان رجال قبائل الشاوية أيضًا معارضين لبنود معاهدة الجزيرة الخضراء لعام 1906 وعلى الوجود الفرنسي في دار الجمارك وعلى بناء سكة حديدية في مقاطعة سيدي بليوط. في 5 أغسطس اندلع تمرد في المدينة عندما نزل من الطراد الفرنسي (جاليليه) مجموعة إنزال مؤلفة من 75 جنديًا.
قصفت السفينتين الحربيتين الفرنسيتين (جاليليو) و(دو شايلا) مدينة الدار البيضاء بالميلينيت، وهي مادة متفجرة تحتوي على حمض البيكريك مما أصاب سكان المدينة بالذعر.

## خلفية
مع بداية القرن العشرين اشتد التنافس الاستعماري الأوروبي حول المغرب. حسمت فرنسا هذا التنافس لصالحها عن طريق توقيع اتفاقيات ثنائية مع قوى استعمارية أوروبية تنفرد بموجبها بالمغرب، فقد تنازلت في سنة 1902 لإيطاليا عن ليبيا مقابل المغرب، ثم تنازلت لبريطانيا عن مصر سنة 1904، كما حصلت على امتيازات متعددة في المغرب بموجب مؤتمر الجزيرة الخضراء سنة 1906.

### مؤتمر الجزيرة الخضراء
الاتفاقية النهائية لمؤتمر الجزيرة الخضراء، التي أجبر محمد المقري على توقيعها، منحت صفقة لبناء مينائي الدار البيضاء وآسفي للشركة المغربية وهي شركة قابضة استعمارية فرنسية.

#### ضعف الدولة المغربية
ساهمت مجموعة من العوامل الداخلية في تأزيم الوضع. فقد كان المخزن المغربي يعيش أزمة اقتصادية ومالية خانقة، حيث أنه لم يستطع فرض ضريبة الترتيب سنة 1902، وذلك لأن قبائل الشاوية تسلحت عند الأوروبيين الذين باعوا لها الذخائر والبنادق الآلية والخيول وما إلى ذلك، ولجأ إلى الاقتراض بقة من الدول الأوربية وخاصة فرنسا. دون إغفال ثورة وتمرد الجيلالي بن إدريس الزرهوني المعروف في التاريخ المغربي بلقب بوحمارة وذلك ما بين مابين 1902 و 1909. وقد استغلت القوى الاستعمارية هذا الوضع السياسي المضطرب، حيث احتلت فرنسا وجدة في الشرق على الحدود مع الجزائر، بالإضافة إلى قصف واحتلال مدينة الدار البيضاء سنة 1907، ثم احتلت إسبانيا مدينة العرائش ومدينة القصر الكبير في الشمال المغربي سنة 1911.

## قبل القصف
كان عدد سكان الدار البيضاء قبل القصف تقريبا 30,000 نسمة ومنهم 1,000 أوروبي و6,000 يهودي.
أدت سياسة الجاليات الأوربية المدفوعة والمساندة من طرف قناصلهم إلى انتشار الكراهية والحقد بين السكان المحليين اتجاههم، إذ أصبح البيضاويون يرون في أي عمل يقوم به هؤلاء أو ينوون القيام به، إنما يمهدون من خلاله لمزيد من السيطرة على المدينة وقد زاد من استياءهم ما لمسوه من عجز للمخزن في الدفاع عنهم إذ أصبح مكبلا بالديون ومقيدا ببنود الاتفاقيات، وأنه لا يزال يجر وراءه نتائج الهزيمة في معركتي إيسلي وتطوان.

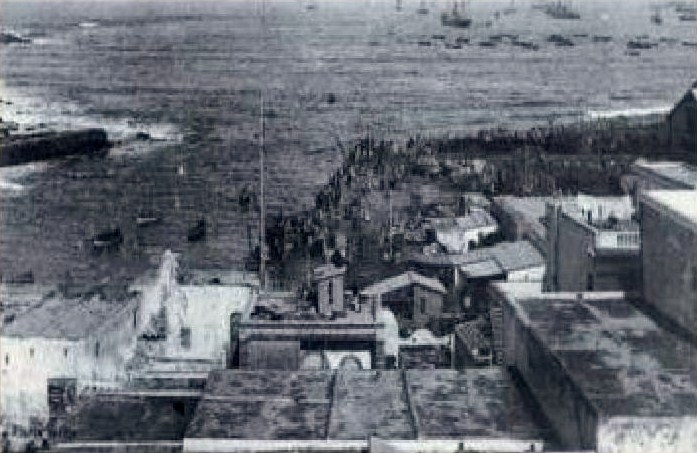
ميناء الدار البيضاء سنة 1900

## أسباب القصف
وكان لمحاولة شركة «شنايدر» (نسبة لأوجين شنايدر الثاني، أحد كبار رجال الأعمال) توسيع مرسى الدار البيضاء وكذا المحاولة الثانية بمد خط لسكة الحديدية باتجاه منطقة الصخور السوداء لجلب الحجارة إلى الميناء على حساب مكان تعتبر حرمته مقدسة في عرف جميع الأديان وذو حرمة أكبر في نفوس المغاربة المسلمين، الشيء الذي أثار حفيظة السكان، فهبوا لإيقاف هذه الأشغال. التمرد تسبب في موت تسعة أوروبيين: خمسة فرنسيين وإيطاليين وإسباني.
حتى أن السكان المغاربة ذهبوا أبعد من ذلك حيث تمكنوا من السيطرة على كل المدينة، حتى مينائها أصبح خاضعا لسيطرتهم، وصاروا يتقاضون مقابلا ماديا من التجار الراغبين في مغادرة المرسى للاستعانة به في الاستعداد لمواجهة محتملة. فقاموا بجمع المتطوعين وتسليحهم. وقد زاد من حماسهم واستجابة الناس مع هذه الانتفاضة، الأخبار القادمة من الجزائر البلد الجار. وما يكابده أهله من محن جراء الاحتلال الفرنسي إضافة إلى تأثير الأفكار السلفية القادمة مع الحجاج.
كل هذا أذكى روح اليقظة في نفوس سكان الدار البيضاء والقبائل المجاورة لها، وكان هذا الاستعداد يتم بروح من المسؤولية، إذ تم تجاوز مختلف الصراعات الهامشية التي كانت قائمة بين تلك القبائل، وتم رسم هدف واحد، هو ضرورة التكتل لمواجهة الخطر النصراني القادم من البحر فتم التخلص من القواد الرافضين أو المتخاذلين وعينت بدلهم مجالس جماعية.
كما أعلنت جيوش السلطان عبد العزيز تمردها في 27 ماي 1907 إثر تأخر وصول أجورهم ومؤوناتهم، فاحتلوا محلات الديوانة، واستمر هذا الوضع حتى وافق الأمناء على منحهم تسبيقا لمستحقاتهم. وفي 8 يونيو عاود هؤلاء الجنود الكرة، بشنهم إضرابا لمدة يومين، مما اضطر القنصل الفرنسي مالبرتي MALPERTY إلى منحهم أجرة الشهر الأخير.
و كانت استعدادات القبائل تزداد حدة مع استمرار تدفق الأخبار في شأن الأجانب ففي أبريل 1907 اجتمع المجاهدون حول مدينة الدار البيضاء معبرين عن استيائهم من احتلال الجيوش الفرنسية لوجدة، مظهرين أنهم على أثم الاستعداد لأي هجوم محتمل. وقد كان ترقب البيضاويين لهجوم بحري محتمل في محله، فقد قامت القوات البحرية الفرنسية بعدوان سافر على مدينة الدار البيضاء يوم الاثنين 25 جمادى II 1325 الموافق ل 5 غشت 1907.

## نتائج القصف
نشرت صحيفة «لوبوتي جورنال» الفرنسية الصادرة يوم 28 غشت من العام 1907 مقالا حول القصف الذي تعرضت له الدار البيضاء جاء فيه:

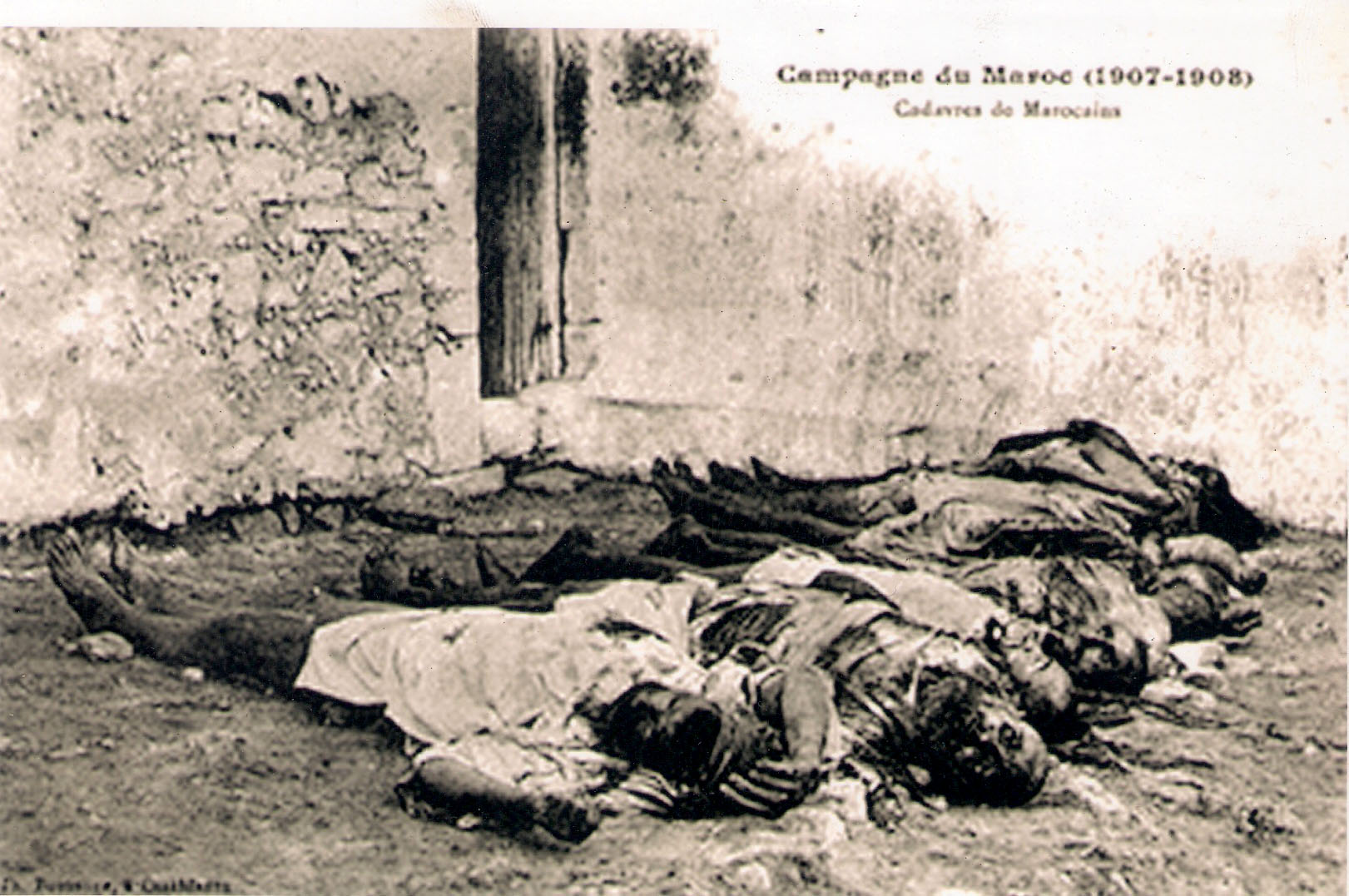
قتلى مغاربة خلال حملة المغرب 1907-1908

وفي هذا الخضم واصلت القوات العسكرية الفرنسية توسعها في قبائل الشاوية، التي كانت مكونة من 12 قبيلة (مديونة وزناتة وأولاد زيان والزيايدة وأولاد علي والمداكرة ومزاب والمزامزة وأولاد احريز وأولاد سعيد وأولاد البوزيري وأولاد سي بن داود)، وتمكنت من الاستيلاء على تادارت وجميع قبائل الشاوية. فيما سارع المولى عبد الحفيظ في شهر شتنبر من العام 1907 إلى إرسال محلة من 3500 رجل (من الرحامنة والسراغنة) وأربعة مدافع، بقيادة سيدي محمد ولد مولاي رشيد من أجل الدفاع عن الشاوية في وجه التغلغل الفرنسي.

## بعد القصف
ويحكي الطبيب الفرنسي لويس أرنو في كتابه «زمن المحلات السلطانية: الجيش المغربي وأحداث قبائل المغرب ما بين 1860 و 1912» أن من تداعيات الهجوم الفرنسي على كل من وجدة والدار البيضاء هو احتدام الصراع بين المولى عبد العزيز والمولى عبد الحفيظ. وقال بهذا الخصوص:

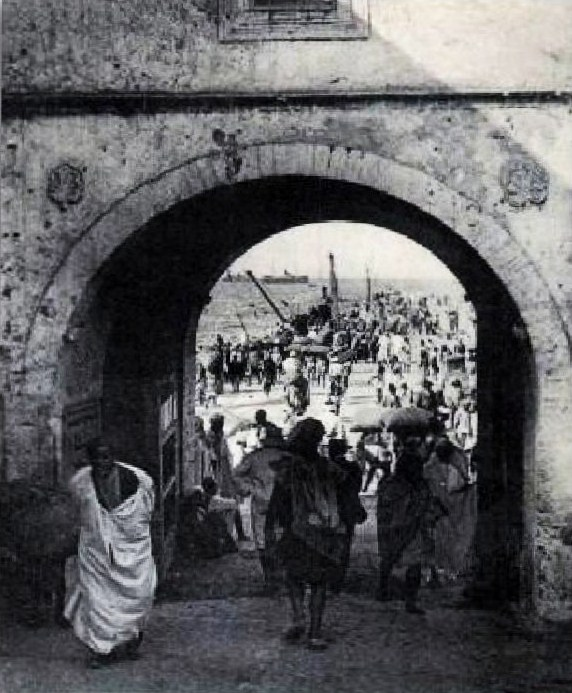
باب المرسى سنة 1911

ويذكر أحمد المنصوري في كتابه كباء العنبر من عظماء زيان وأطلس البربر أن الزعيم محمد أوحمو الزياني ما أن سمع باحتلال البيضاء حتى طار بفرسه ووراءه قبائل زيان ومن انضاف إليهم من القبائل المجاورة إلى أن وصلوا إلى أبواب المدينة المذكورة وسط قبائل الشاوية، وهناك وجدوا زعيما أمازيغيا من الأطلس المتوسط قد سبقهم إلى الجهاد هو موحى أوسعيد قائد القصيبة على نحو 50 كلم شمال بني ملال. كان لهذا الأخير دور مركزي في قيادة المعارك الخاطفة، على مشارف الدار البيضاء مثل معارك سيدي مومن وتادارت ضواحي الدار البيضاء، قبل أن ينسحب إلى هضاب الشاوية في اتجاه معقله بالقصيبة، وذلك بعد أن أجبر فيالق الحملة العسكرية الفرنسية على المكوث داخل أسوار مدينة الدار البيضاء وعدم التقدم طيلة 6 أشهر .

## معرض صور

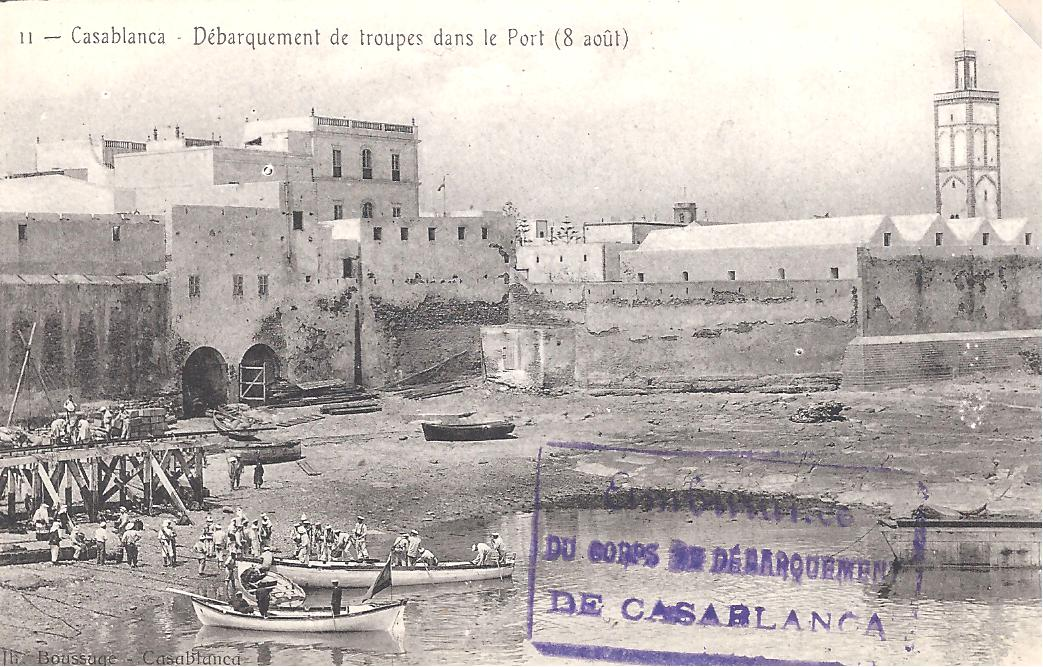
نزول الجنود الفرنسيين في شاطئ سيدي بليوط
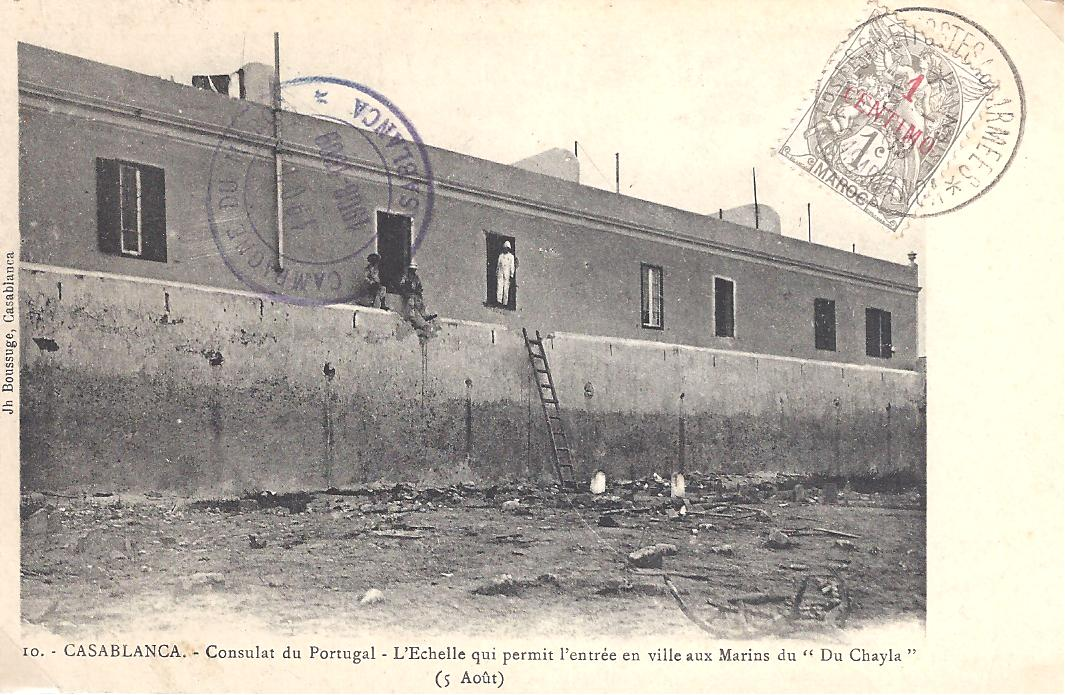
القنصلية البرتغالية التي استخدمها القوات الفرنسية لدخول المدينة
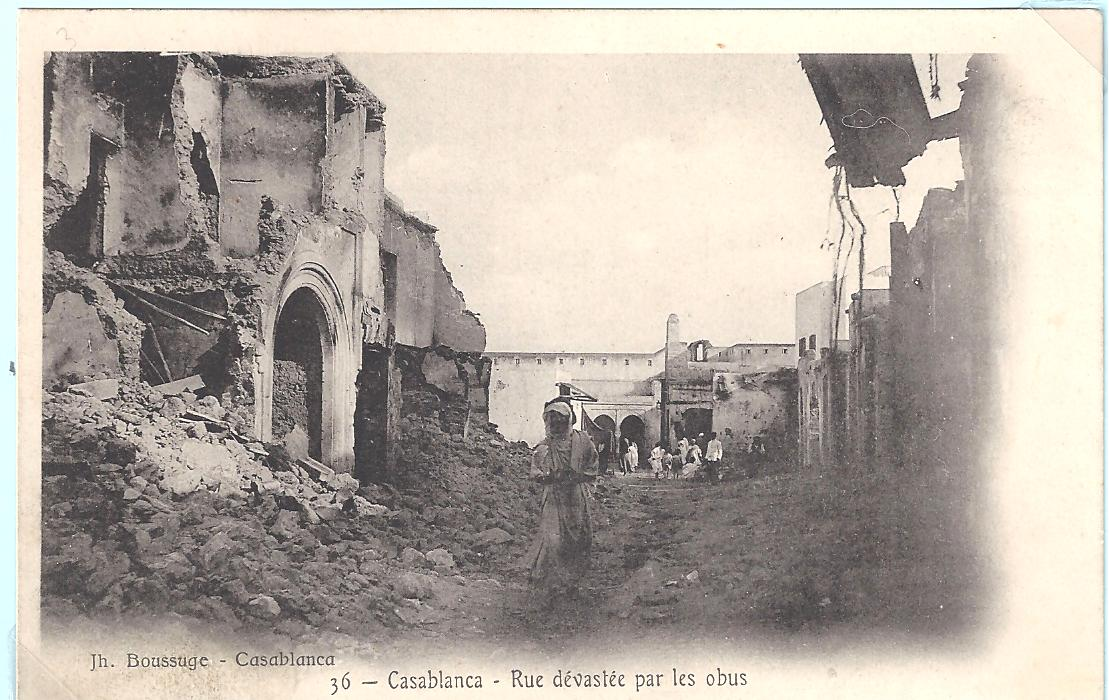
شارع دمرته قذيفة فرنسية
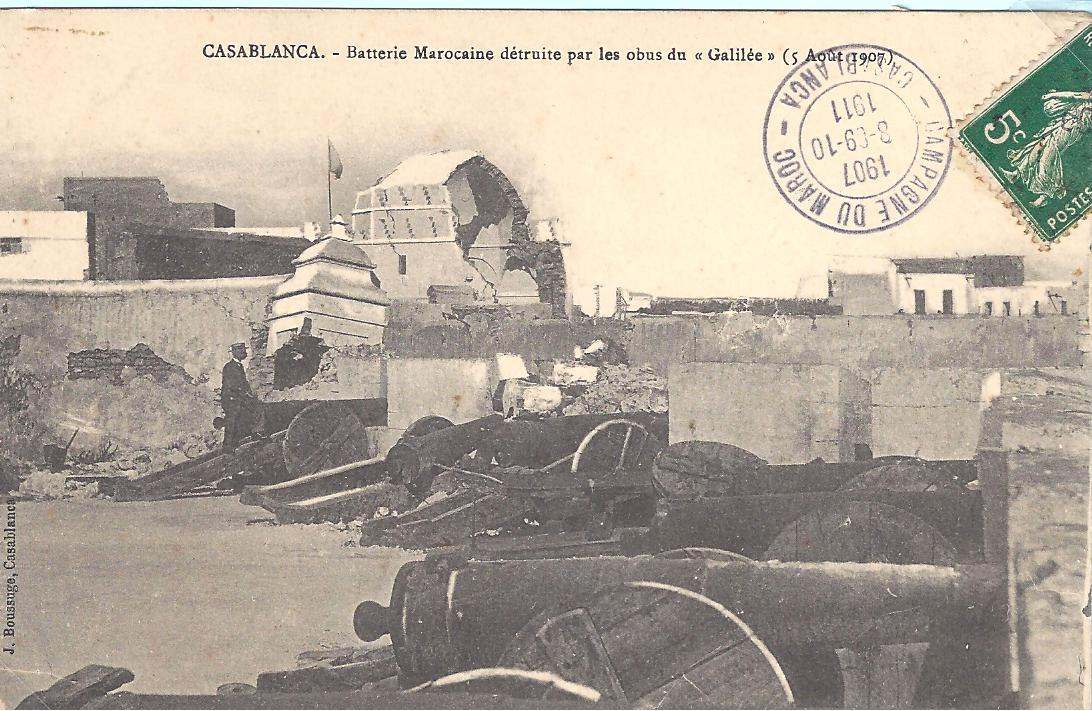
مدافع دمرتها قذائف فرنسية في السقالة
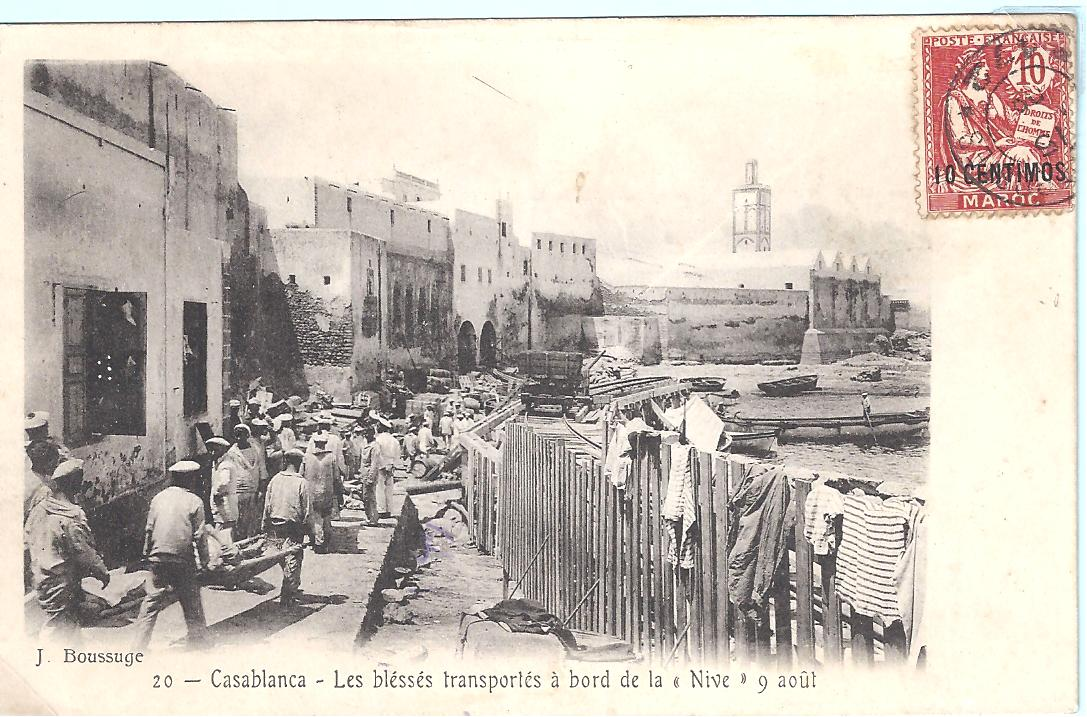
نقل الضحايا إلى السفينة المستشفى "نيڤ" ويظهر في الصورة السكة الحديدية العسيرة
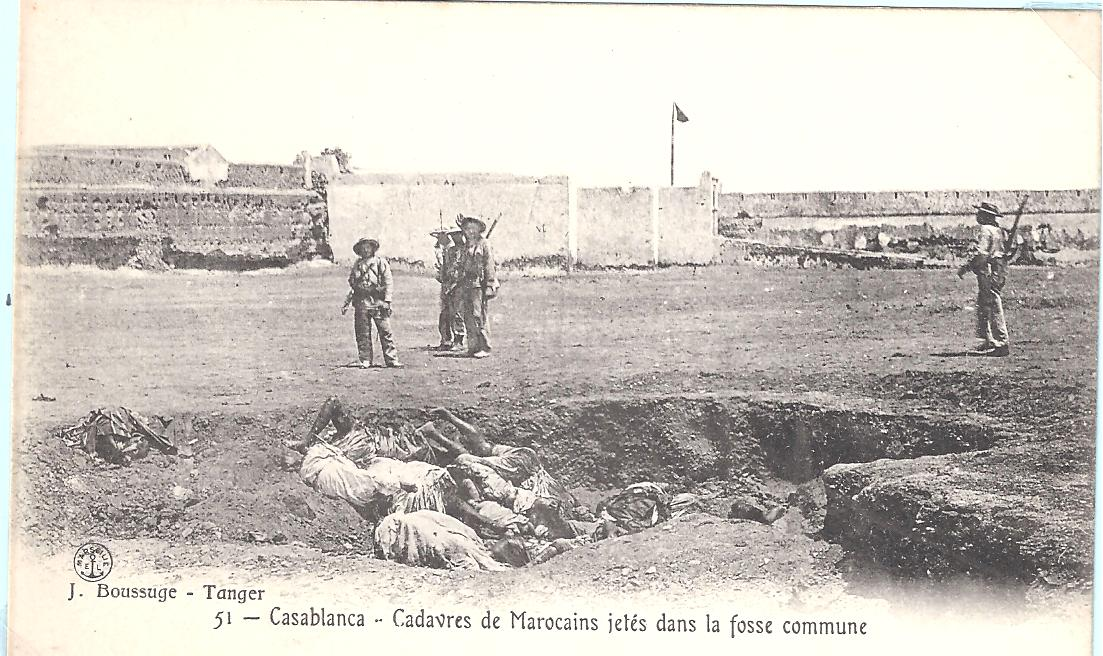
مقبرة جماعية للموتى المغاربة وعددهم لا يحصى
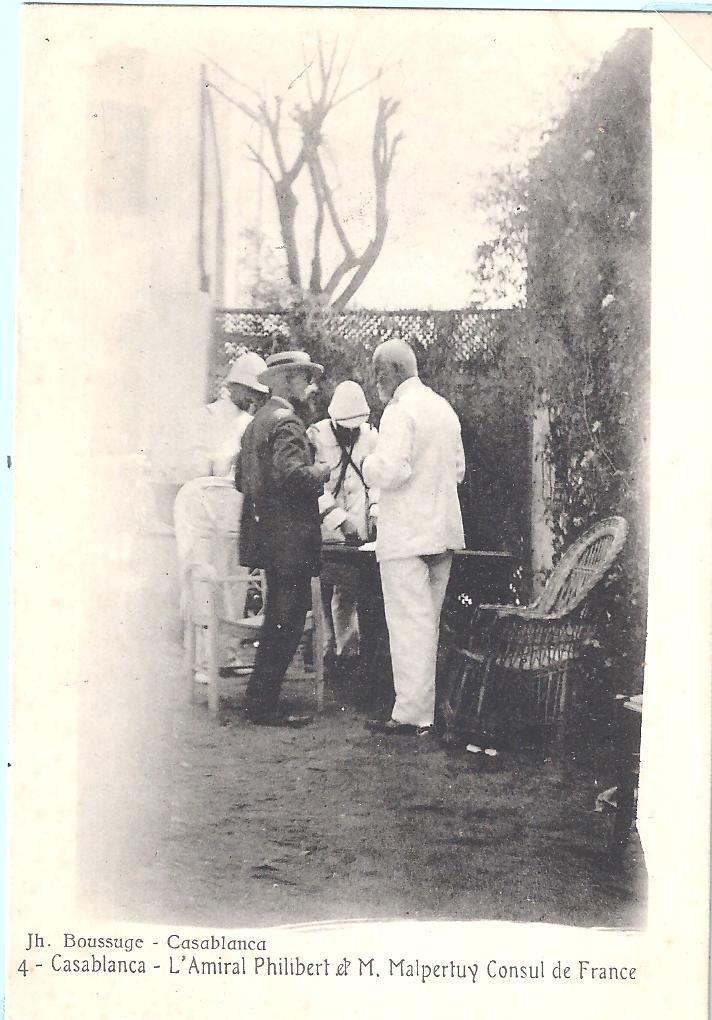
أمير البحر جوزاف ألفونس فيليباغ يتشاور مع القنصول الفرنسي في الدار البيضاء